# アレクサンドル・トラーゼ
アレクサンドル・トラーゼ（Alexander Toradze, グルジア語: ალექსანდრე თორაძე, ロシア語: Алекса́ндр Тора́дзе, 1952年5月30日 - 2022年5月11日）は、旧ソヴィエト連邦グルジア・トビリシ出身のピアニスト。

## 生涯
父は作曲家でトビリシ国立音楽院教授（管弦楽法、作曲法）のダヴィト・トラゼ、母は映画俳優のリアナ・アサティアニ。1958年から1969年までR・ロジョークに、1970年から1971年までE・グレーヴィチに師事したのち、モスクワ音楽院でヤコフ・ザーク、ボリス・ゼムリャンスキー、レフ・ナウモフに師事して1977年に同音楽院を卒業。1969年の南コーカサス・ピアノコンクールで第1位、1975年の第10回アレッサンドロ・カーザグランデ国際ピアノコンクールで第3位、1977年の第5回ヴァン・クライバーン国際ピアノコンクールで第2位を受賞した後、母校モスクワ音楽院で教職についた。
1983年にアメリカに居を構え、1991年から2017年までインディアナ大学サウスベンド校で教授を務める。自身の運営する講座は同校の看板ともいえ、世界的に向学心ある学生を集めている。(英語読みは「アレクサンダー・トラッツェ」。)
2022年4月23日にバンクーバー交響楽団（米国ワシントン州バンクーバー）との共演で2曲のピアノ協奏曲を最後まで弾き終えたが、その2曲目であるドミートリイ・ショスタコーヴィチ作曲『ピアノ協奏曲第2番』の演奏中に急性心不全を引き起こしていた。翌日にピースヘルス・サウスウェスト医療センターに搬送され、一旦は回復に向かっていたが、翌月にインディアナ州サウスベンドの自宅で亡くなった。

## 人物
- 日本では『スーパーピアノレッスン』の講師として知られている[3]。
- 出身のグルジア文化に愛着があり、演奏作品もプロコフィエフ、ラフマニノフ、ストラヴィンスキーなど華やかさと、洗練さよりも民族的な音響を優先したロシア音楽を得意とする。